# Microchirita
Microchirita, biljni rod iz porodice gesnerijevki smješten u podtribus Didymocarpinae, dio tribusa Trichosporeae

## Opis
Za vrste u ovoj skupini odavno je poznato da su blisko povezane i prethodno su bile klasificirane kao Chirita sekcija Microchirita. Uglavnom su prilično mesnate kratkotrajne ili jednogodišnje biljke koje su rasprostranjene u Zapadnim Ghatima Indije, u podnožju Himalaja, preko kontinentalne jugoistočne Azije do Bornea, Sumatre i Jave. Sve su to vrste vapnenačkih stijena. Uključivano je otprilike 18 vrsta, , a nakon revizije na popisu je 48 vrsta. Mnoge vrste iz ovog roda imaju neobičan cvat nalik kresti koji izbija iz lisne peteljke, a cvjetovi se otvaraju jedan za drugim. U uzgoju je poznato nekoliko vrsta uključujući M. lavandulacea, M. micromusa, M. barbata, M. caliginosa, M. hamosa i M. involucrata.

## Vrste
1. Microchirita albiflora D. J. Middleton & Triboun
2. Microchirita albocyanea C. Puglisi
3. Microchirita aratriformis (D. Wood) A. Weber & D. J. Middleton
4. Microchirita barbata (Sprague) A. Weber & D. J. Middleton
5. Microchirita bimaculata (D. Wood) A. Weber & D. J. Middleton
6. Microchirita caerulea (R. Br.) Yin Z. Wang
7. Microchirita caliginosa (C. B. Clarke) Yin Z. Wang
8. Microchirita candida C. Puglisi & D. J. Middleton
9. Microchirita chonburiensis D. J. Middleton & C. Puglisi
10. Microchirita cristata (Dalzell) D. J. Middleton
11. Microchirita elphinstonia (Craib) A. Weber & D. J. Middleton
12. Microchirita formosa D. J. Middleton
13. Microchirita fuscifaucia C. Puglisi & D. J. Middleton
14. Microchirita glandulosa C. Puglisi
15. Microchirita hairulii Rafidah
16. Microchirita hamosa (R. Br.) Yin Z. Wang
17. Microchirita hemratii C. Puglisi
18. Microchirita huppatatensis C. Puglisi
19. Microchirita hypocrateriformis C. Puglisi
20. Microchirita involucrata (Craib) Yin Z. Wang
21. Microchirita karaketii D. J. Middleton & Triboun
22. Microchirita lavandulacea (Stapf) Yin Z. Wang
23. Microchirita lilacina C. Puglisi
24. Microchirita limbata C. Puglisi
25. Microchirita luteola C. Puglisi
26. Microchirita marcanii (Craib) A. Weber & D. J. Middleton
27. Microchirita micromusa (B. L. Burtt) A. Weber & D. J. Middleton
28. Microchirita minor Z. B. Xin, T. V. Do & F. Wen
29. Microchirita mollissima (Ridl.) A. Weber & D. J. Middleton
30. Microchirita oculata (Craib) A. Weber & D. J. Middleton
31. Microchirita personata C. Puglisi
32. Microchirita poomae D. J. Middleton
33. Microchirita prostrata J. M. Li & Z. Xia
34. Microchirita purpurea D. J. Middleton & Triboun
35. Microchirita rayongensis C. Puglisi & D. J. Middleton
36. Microchirita rupestris (Ridl.) A. Weber & D. J. Middleton
37. Microchirita ruthiae Rafidah
38. Microchirita sahyadriensis (Punekar & Lakshmin.) A. Weber & D. J. Middleton
39. Microchirita sericea (Ridl.) A. Weber & Rafidah
40. Microchirita striata D. J. Middleton & C. Puglisi
41. Microchirita suddeei D. J. Middleton & Triboun
42. Microchirita suwatii D. J. Middleton & C. Puglisi
43. Microchirita tadphoensis C. Puglisi
44. Microchirita tetsanae C. Puglisi
45. Microchirita thailandica C. Puglisi
46. Microchirita tubulosa (Craib) A. Weber & D. J. Middleton
47. Microchirita viola (Ridl.) A. Weber & Rafidah
48. Microchirita woodii D. J. Middleton & Triboun